# Bzowo (wieś w województwie kujawsko-pomorskim)

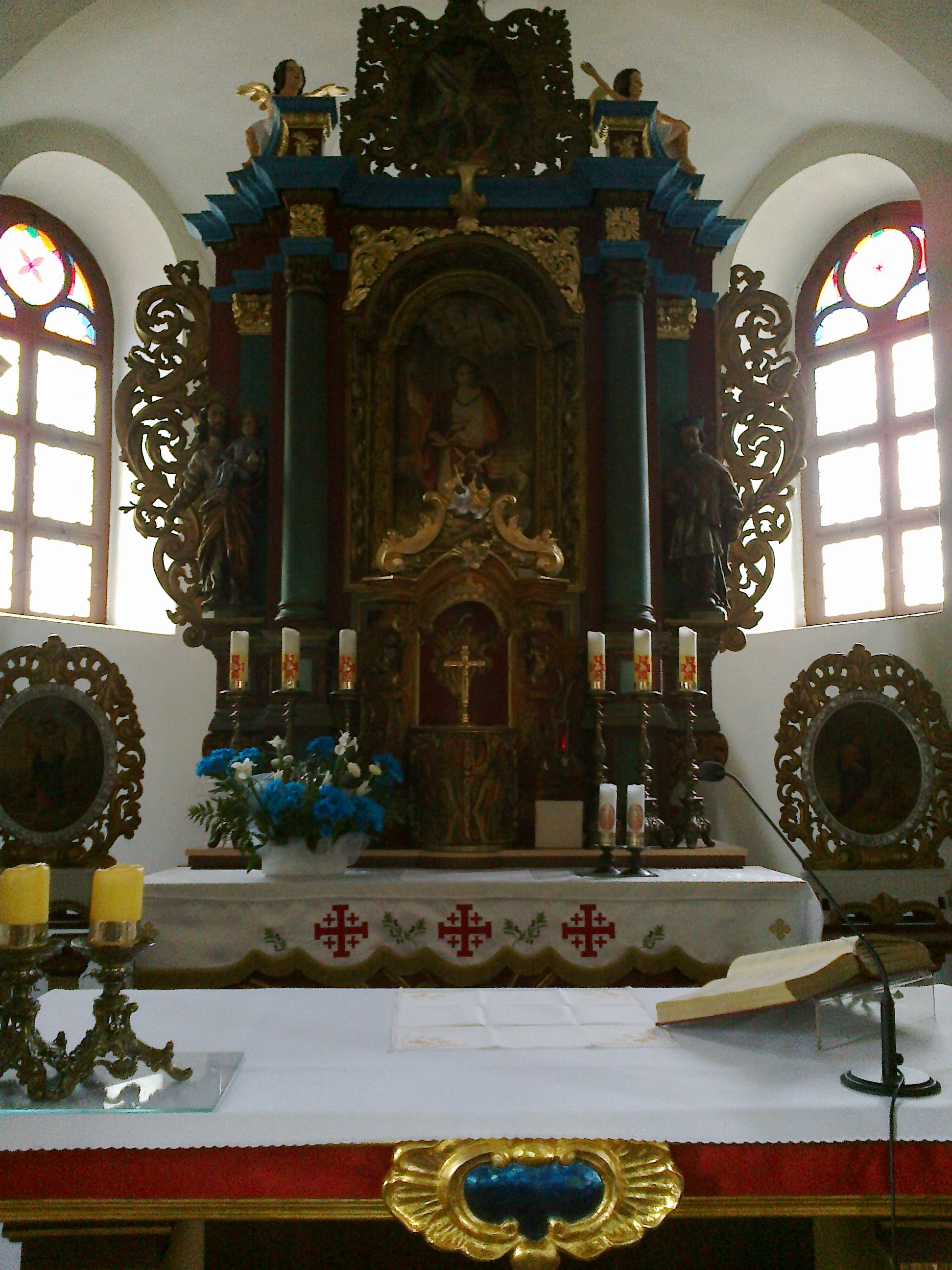
Widok na barokowe wnętrze kościoła.

Bzowo – kociewska wieś sołecka w Polsce położona w województwie kujawsko-pomorskim, w powiecie świeckim, w gminie Warlubie.

## Położenie i demografia
Wieś położona jest na obszarze Zespołu Parków Krajobrazowych Chełmińskiego i Nadwiślańskiego.
W latach 1954–1959 wieś należała i była siedzibą władz gromady Bzowo, po jej zniesieniu w gromadzie Warlubie. W latach 1975–1998 miejscowość administracyjnie należała do województwa bydgoskiego. Według Narodowego Spisu Powszechnego (III 2011 r.) liczyła 473 mieszkańców. Jest czwartą co do wielkości miejscowością gminy Warlubie.

## Historia
Wbrew pozorom nazwa, wzmiankowanej już w 1295 roku, osady nie wiąże się z pospolitym krzewem ozdobnym – bzem, lecz z popularnym w średniowieczu na Pomorzu imieniem Sobiesz (Sobiesław). Nazwa zmieniała się z pierwotnego Sobieszowa przez Bszowo do funkcjonującego od końca XVI w. Bzowa.
Gdy w 1772 roku Rzeczpospolita straciła na rzecz Prus tereny Pomorza i Kujaw, nazwa wsi Bzowo zmieniono na Sibsau. Ten stan rzeczy panował aż do odzyskania przez Polskę niepodległości po I wojnie światowej i przyłączenia do macierzy terenów położonych na Kociewiu na przełomie stycznia i lutego 1920 roku. Po 148 latach pod zaborami Bzowo odzyskało swoją pierwotną nazwę. Niestety ten stan nie utrzymywał się zbyt długo, gdyż 4 września 1939 roku Bzowo znów znajdowało się w rejonie okupacji niemieckiej (III Rzeszy). W latach 1939–1941 nazwę przemianowano na Sibsau, lecz w 1942 roku nazwę zmieniono ze względów na wcześniejszą historię Bzowa utożsamianą z holendrami na Hollendorf (Hollen - początek pochodził od słowa der Holländer czyli Holender, dorf - niem. nazwa wsi)
Po wielkich powodziach w 2. połowie XVI wieku, w Bzowie osadzono holenderskich mennonitów. Umiejętność gospodarowania na podmokłych terenach sprawiła, że olędrzy stali się pożądanymi kolonistami. Śladem ich bytności jest kościół z 1768 roku. W okolicy znajdują się domy drewnianej konstrukcji zrębowej, wybudowane w stylu holenderskim w połowie XIX wieku. W pobliskim Osieku (2 km na wschód) odkryto ślady cmentarzyska grobów skrzynkowych, jedynego na nizinach nadwiślańskich, najniżej położonego na Kociewiu. Około 3 km na zachód od Bzowa znajduje się Góra Kościuszki (wzgórze 85 m n.p.m.) nazwana tak dla uczczenia 110. rocznicy śmierci Tadeusza Kościuszki.

## Współczesność
We wsi rośnie grusza polna o obwodzie (przy powołaniu) 150 cm, uznana za pomnik przyrody w 1991 roku. W Bzowie działa Ochotnicza Straż Pożarna, która niedawno świętowała swoje 91. urodziny. W tej miejscowości działa Koło Gospodyń Wiejskich liczące sobie 75 lat. Bzowo, według Narodowego Spisu Powszechnego (III 2011 r.) liczyło 473 mieszkańców. Większość mieszkańców Bzowa jest katolikami.